# Teratoscincus bedriagai
Espèce
Teratoscincus bedriagai est une espèce de geckos de la famille des Sphaerodactylidae.

## Répartition
Cette espèce se rencontre dans l'est de l'Iran et dans le sud de l'Afghanistan.

## Description
C'est un gecko terrestre, nocturne et insectivore.

## Étymologie
Cette espèce est nommée en l'honneur de Jacques von Bedriaga.

## Publication originale
- Nikolsky, 1900 "1899" : Deux nouvelles espèces de Teratoscincus de la Perse orientale. Annuaire Musée Zoologique de l’Académie Impériale des Sciences de St. Pétersbourg, vol. 4, p. 145-147.